# Klipphausen
Klipphausen je obec v německé spolkové zemi Sasko. Nachází se v zemském okrese Míšeň a má přibližně 10 tisíc obyvatel.

## Historie
První písemná zmínka o vesnici pochází z roku 1286, kdy je uváděna pod původním názvem Rudinghesdorf. Název Klipphausen se v písemných pramenech objevuje v polovině 16. století.

## Přírodní poměry
Klipphausen se nachází v Míšeňské pahorkatině uprostřed Saska na jihu zemského okresu Míšeň. Sousedí se zemskými okresy Střední Sasko, Saské Švýcarsko-Východní Krušné hory a se zemským hlavním městem Drážďany. Od východu směrem k severu protéká okrajem území obce řeka Labe, západní částí řeka Triebisch, jejímž údolím prochází železniční trať Borsdorf–Coswig. Jižním okrajem území prochází dálnice A4. Nejvyšším bodem je Baeyerhöhe (322,3 m). 

## Správní členění
Klipphausen se dělí na 44 místních částí:
- Batzdorf
- Bockwen
- Burkhardswalde
- Constappel
- Garsebach
- Gauernitz
- Groitzsch
- Hühndorf
- Kettewitz
- Kleinschönberg
- Klipphausen
- Kobitzsch
- Lampersdorf
- Lotzen
- Miltitz
- Munzig
- Naustadt
- Pegenau
- Perne
- Pinkowitz
- Piskowitz
- Polenz
- Reichenbach
- Reppina
- Riemsdorf
- Robschütz
- Röhrsdorf
- Roitzschen
- Rothschönberg
- Sachsdorf
- Scharfenberg
- Schmiedewalde
- Seeligstadt
- Semmelsberg
- Sönitz
- Sora
- Spittewitz
- Tanneberg
- Taubenheim
- Triebischtal
- Ullendorf
- Weistropp
- Weitzschen
- Wildberg

## Pamětihodnosti
- zámek Klipphausen
- zámek Scharfenberg
- zámek Gauernitz
- zámek Batzdorf
- vápencový lom Miltitz

## Osobnosti
- Augusta Reuss Köstritz (1822–1862), šlechtična